# 南阿蘇鉄道MT-4000形気動車
南阿蘇鉄道MT-4000形気動車（みなみあそてつどうMT-4000がたきどうしゃ）は、2022年（令和4年）・2024年（令和6年）に製作された南阿蘇鉄道の一般形気動車である。

## 概要
2016年（平成28年）熊本地震による高森線不通区間が2023年（令和5年）に再開することに先立ち、2022年12月28日に南阿蘇鉄道公式ウェブサイトにて発表され、外国人観光客の受入環境整備、再開後の豊肥本線肥後大津駅までの直通運転を見据えて2022年11月に2両、2024年1月に2両導入された。
製造は新潟トランシスが担当し、同社の軽快気動車ブランド「NDC」シリーズの1つにあたる。

## 外装デザイン
車体の前面から側面にかけて、沿線を流れる一級河川・白川を流れる水をイメージした青い帯を、側面のみ阿蘇五岳の山々が描く光と影のコントラストをイメージした濃淡二色の緑の帯を配置した。

## ロゴデザイン
1位側の側面には南阿蘇鉄道の愛称「南鉄」の頭文字である"n"をイメージしたロゴがあしらわれている。角ばった車体形状とは対照的に阿蘇五山と、それを囲む外輪山をイメージした丸みのあるフォントとなっている。下部にある数珠繋ぎとなった10個の小さな楕円は、立野から高森まで繋がったことを表現している。
また、側面青ライン上に書かれた「Reconstructed in 2023」は熊本地震からの復興を意味している。

## 内装デザイン
ロングシートの車内は、着席時に阿蘇の雄大な景色を前面から見ることができるように設計されている。座席や床材は明るさ・彩度を抑えた色となっており、外の景色を一層引き立たせるデザインとなっている。側壁や天井は木目調を取り入れ、客室全体に開放感を持たせシンプルな調和とした。

## 設備
車内には車椅子スペースを一箇所設け、格納式のシートベルトが側壁に設置された。また、乗降がスムーズに行えるよう、車内にもスロープを常備している。乗降ドア開閉時は予告灯を点滅させ、ドアチャイムが鳴動する。開扉時には視覚障害者にもわかりやすいよう、およそ5秒間隔でバリアフリー音が鳴る。
夏季の冷房使用時や冬季の暖房使用時に車内の空調効率を高めるため、乗客が必要に応じてドアを開閉することができる半自動システムを導入した。ドアの自動・半自動は運転席のスイッチにより切り替える。そして、2両以上を連結した際に車両間を行き来できるよう、貫通扉を装備した。また、行き先表示器にフルカラーLEDを装備し必要な情報を交互に表示する。目的地によって表示させる色を変更させ、視認性を向上している。
運転保安装置については豊肥本線で使用され、自社線のATS-SN型の上位互換でもあるATS-DK型に対応した機器を搭載した。

## 運用
4001・4002は2023年1月下旬より順次、営業運転に向けた総合的な試験と乗務員訓練が行われ、2023年4月14日に営業運転を開始した。4003・4004は2024年1月21日に白新線の黒山駅から発送され、同月25日に高森駅に到着しており、その後それぞれ営業運転を開始している。

### Web資料
- “MT-4000形新型気動車を導入いたしました”.  南阿蘇鉄道 (2022年12月28日). 2022年12月28日閲覧。

- “南阿蘇鉄道MT-4000形詳細（pdf）” (PDF).   南阿蘇鉄道 (2022年12月28日). 2023年4月18日閲覧。

- “熊本・南阿蘇鉄道の新型車両「MT4000形」、営業運転始まる　「全線開通へ準備中」（熊本日日新聞）”.  熊本日日新聞 (2023年4月14日). 2023年4月14日時点のオリジナルよりアーカイブ。2023年4月18日閲覧。

- “南阿蘇鉄道MT4000形が甲種輸送される” (2024年1月22日). 2024年2月2日時点のオリジナルよりアーカイブ。2024年3月6日閲覧。

- 「南阿蘇鉄道MT-4000形が営業運転を開始」『railf.jp（鉄道ニュース）』交友社、2023年4月17日。2023年4月18日閲覧。

- “MT-4003、4004が到着しました。”.   南阿蘇鉄道株式会社【公式】 (2024年1月25日). 2024年2月7日時点のオリジナルよりアーカイブ。2024年2月27日閲覧。

- “本日、午後から遂に4004号車を追って4003号車も定期運用入りを果たしました！！”.   南阿蘇鉄道株式会社【公式】 (2024年6月11日). 2024年6月28日時点のオリジナルよりアーカイブ。2024年6月28日閲覧。